# Concattedrale del Santissimo Salvatore

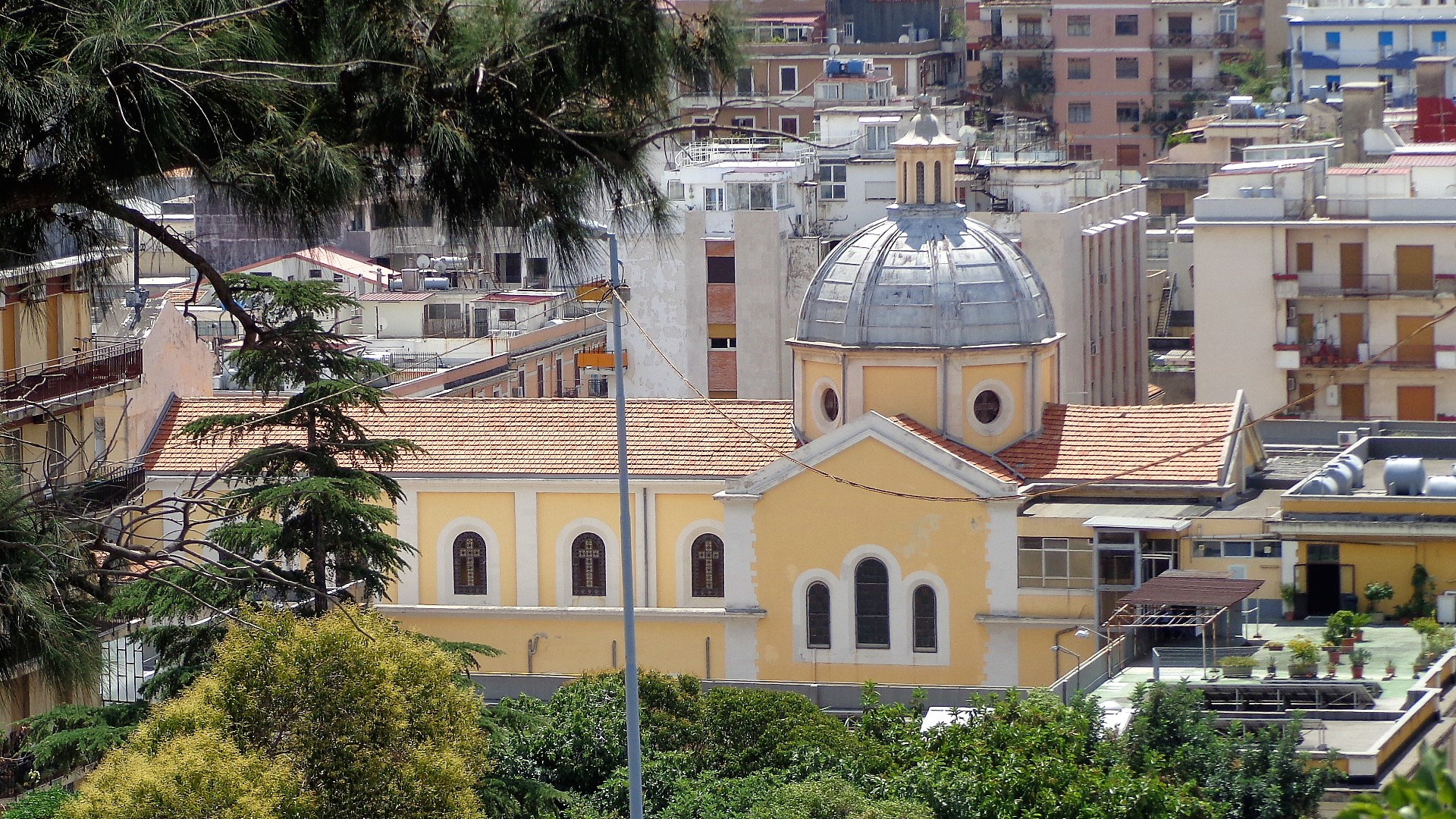
Esterni e cupola visti dalla chiesa di Montalto.

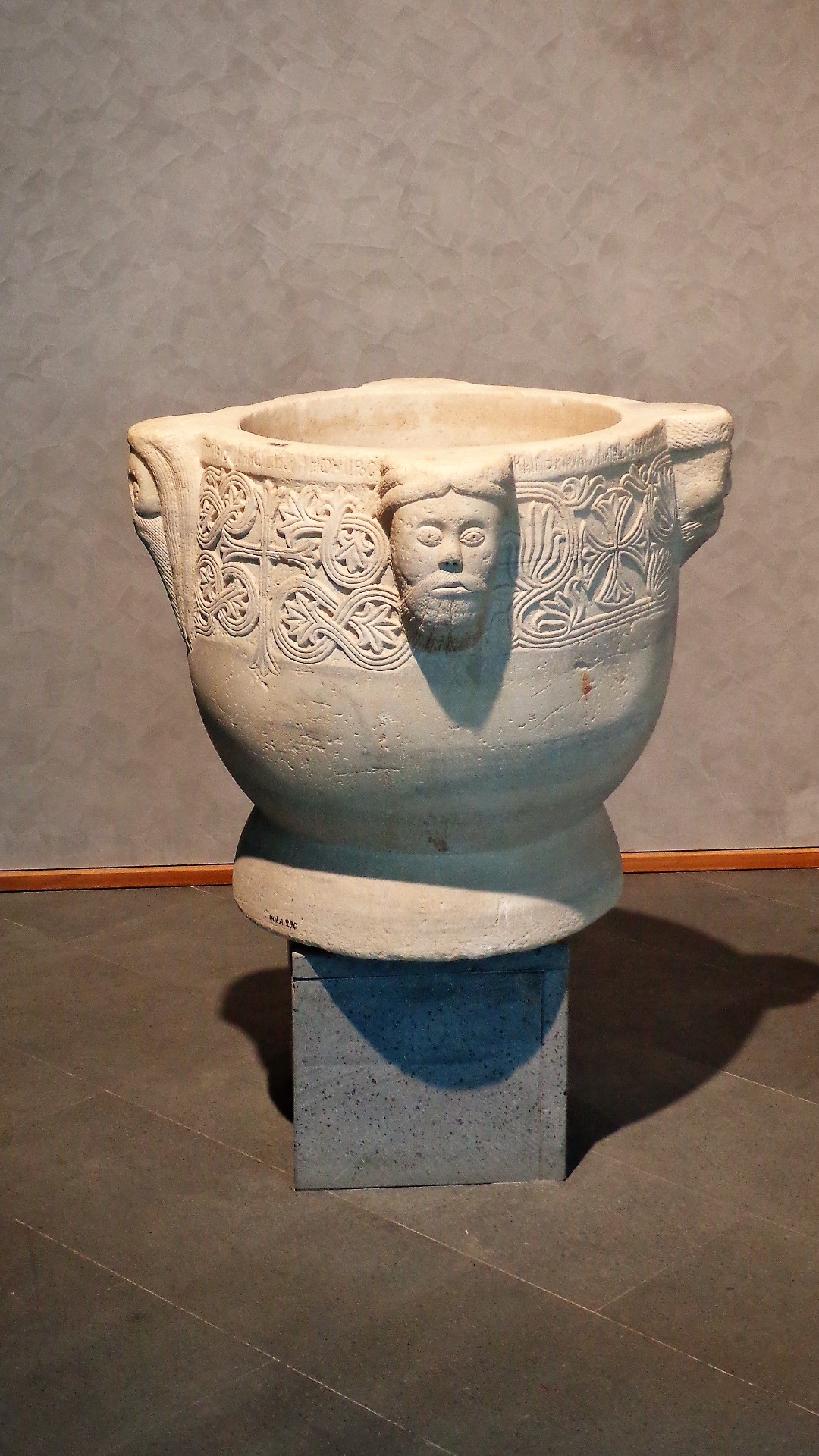
Fonte, Gandolfo del 1135, Museo regionale di Messina.

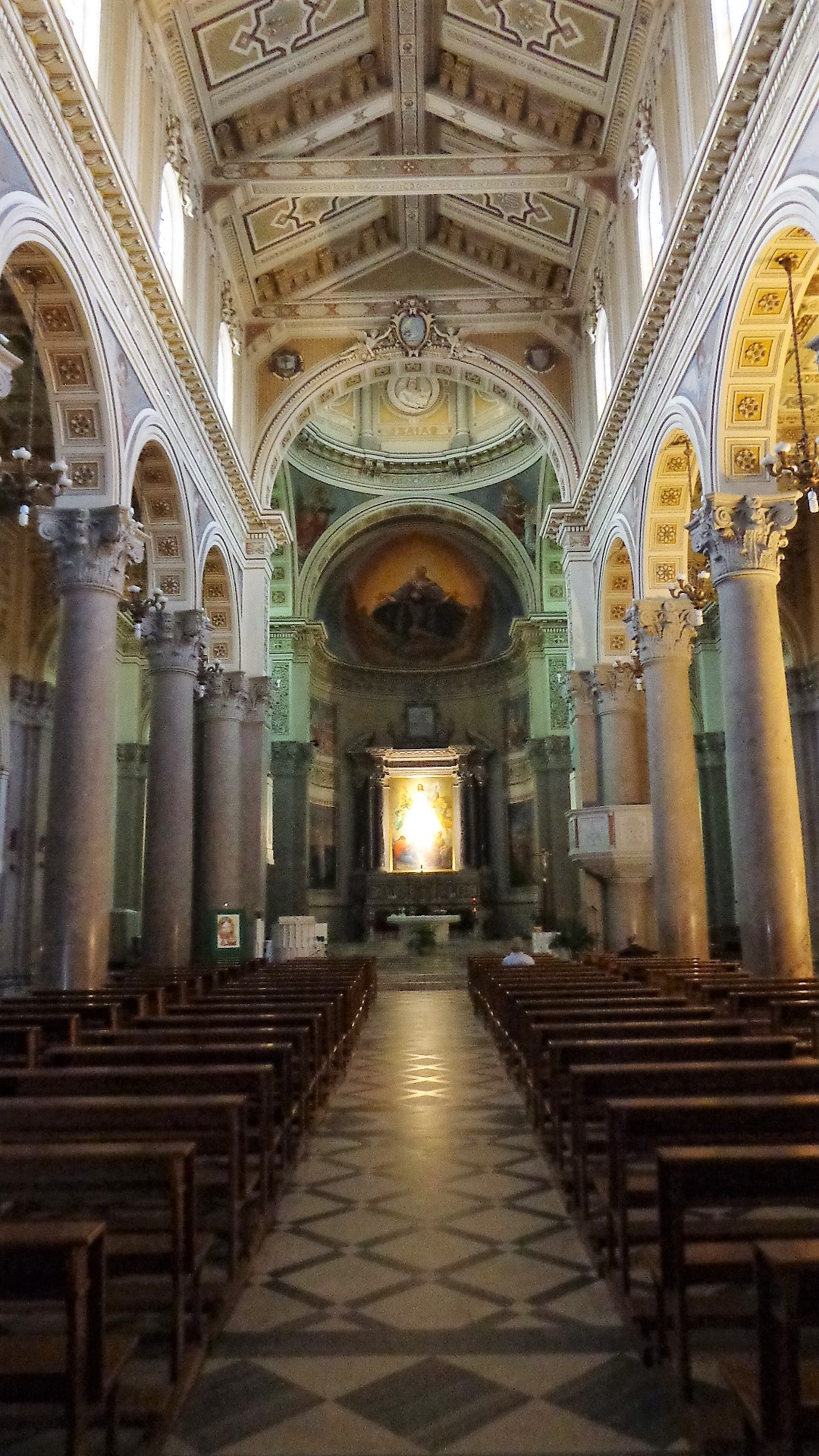
Navata.

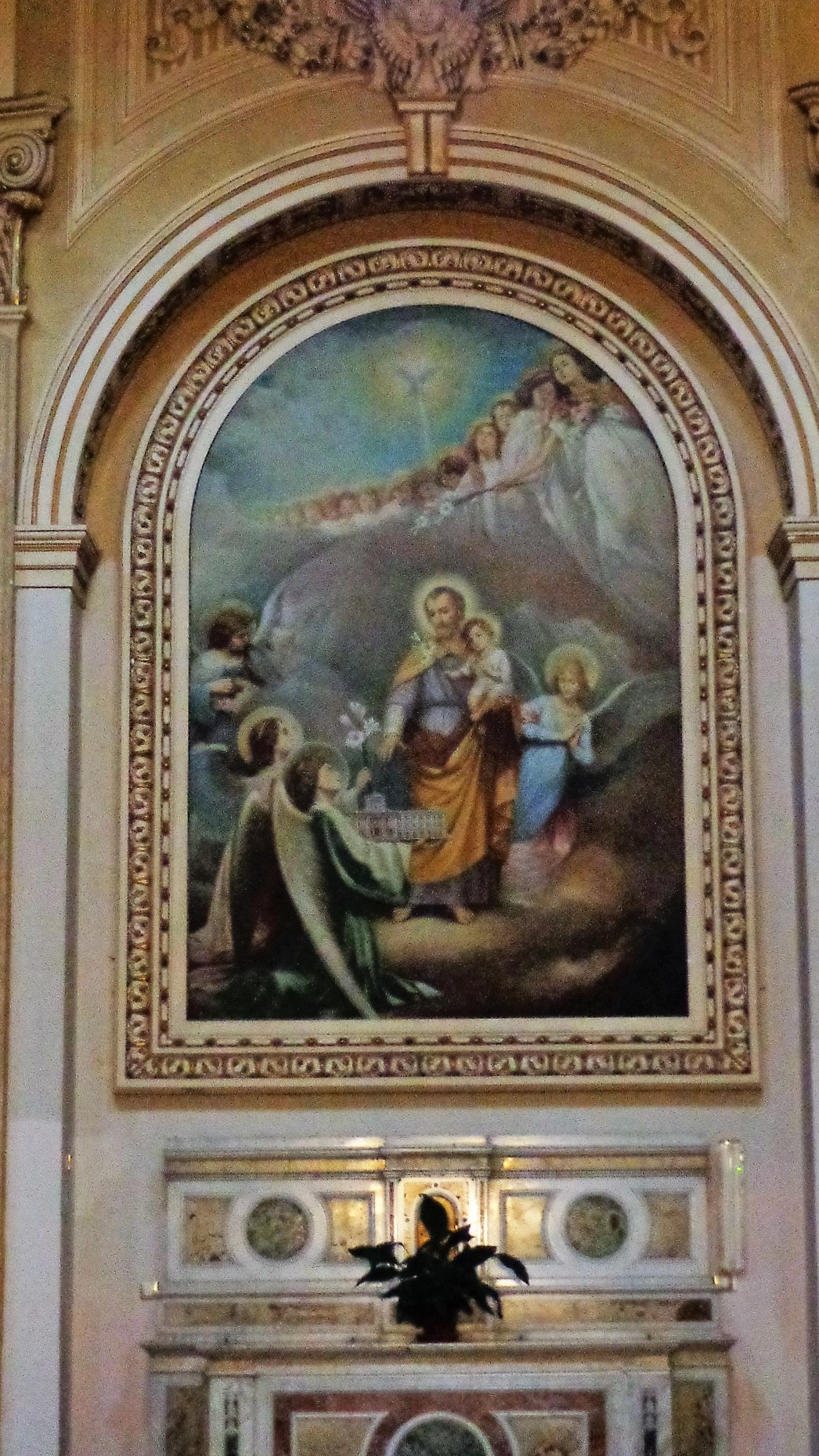
Cappella di San Giuseppe.

La basilica concattedrale del Santissimo Salvatore è una chiesa della città di Messina, concattedrale dell'arcidiocesi di Messina-Lipari-Santa Lucia del Mela.
Il complesso costituito dalla chiesa e dall'istituto annesso, denominato Istituto Salesiano Domenico Savio, fu progettato dall'ingegner Enzo D'Amore dell'ufficio tecnico arcivescovile. La costruzione venne iniziata nel 1928 e terminata nel 1932.
La chiesa è l'attuale sede dell'Archimandritato del Santissimo Salvatore.

## Primitivo luogo di cultolingua phari

### Origini (dal sec. XI al sec. XIV)
Giunto a Messina il Gran Conte Ruggero I nella località nota come San Giacinto presso il Forte del Santissimo Salvatore sulla lingua del Faro, rimase impressionato dall'impiccagione di dodici cristiani messinesi per opera dell'armate saracene. Da questo evento prese spunto la solenne promessa, scacciati gli islamici dalla Sicilia, di edificare un magnifico tempio da dedicare a Gesù Cristo Salvatore del Mondo e un monastero retto dall'Ordine basiliano, primate della provincia e superiore a tutti gli altri.
Assegnato all'abate Bartolomeo di Simeri proveniente dall'abbazia di Santa Maria del Patire di Rossano nel 1086, è arricchito di privilegi, terre, feudi e villaggi. Nel 1130 l'abate Luca fu nominato archimandrita da Ruggero II di Sicilia, ovvero primo abate dell'Ordine basiliano in Sicilia, personalità seppellita presso l'altare maggiore della chiesa di San Giovanni di Malta.

### Epoca rinascimentale
Nel 1383 il monastero ospita papa Urbano VI. Posto in Commenda da Alfonso I di Sicilia, è nominato primo Archimandrita Commendatario l'abate Luca IV del Bufalo presentato dal sovrano a papa Martino V. Per volontà regia fu istituita a Messina l'Accademia di Scienze in lingua greca, latina e italiana. Constatato il decadimento dell'Osservanza e il declino delle lingua e delle letteratura greca da parte dei monaci dell'Ordine, con la nomina dell'abate Filippo Russo è disposto che tutti monasteri basiliani attendessero allo studio della lingua greca, impartissero l'insegnamento della scolastica e dell'attica: ovvero lo studio della storia, lingua, letteratura e civiltà greca. Come ritorsione fu preteso che, qualora gli abati rifiutassero tale direttiva, i medesimi fossero privati dei monasteri per assegnarli ai monaci di rito latino.
Papa Martino V inviò come osservatore Lorenzo Corella e nel 1446 papa Eugenio IV sottopose all'ordinaria giurisdizione dell'archimandrita tutti i monasteri basiliani di Sicilia e di Calabria, assoggettandoli a visitatori apostolici, con facoltà di istituire accademie e scuole di lingua greca, dotandoli di adeguati appannaggi. Nel 1461 papa Pio II, archimandrita il cardinale Basilio Bessarione, su istanza del Senato di Messina nominò Andronaco Galiscoti rettore dell'Accademia di Messina, a cui subentrava Costantino Lascaris come risulta da bolla datata dicembre 1466.
Nel 1479 Leonzio II Crisafi, archimandrita sostenuto dal Senato di Messina, sollecitò a papa Sisto V e al sovrano Ferdinando II di Sicilia, i restauri delle strutture. Le disposizioni concordate nel 1498 prevedevano che l'archimandrita e gli abati commendatari appartenessero entrambi all'Ordine Basiliano. Questa regola fu sempre disattesa, il sovrano continuò a conferire l'incarico a personalità non appartenenti all'ordine, meritevoli per censo o merito.

## Luogo di culto diSpiaggia del Peloro
L'imperatore Carlo V, sotto il mandato dell'archimandrita Annibale Spadafora nel 1546, promosse le fortificazioni della lingua del faro con l'estensione dei baluardi dal Forte fino all'antichissima Torre di Sant'Anna, inglobando così le strutture del monastero, nel 1549 un fulmine distrusse anche la chiesa archimandritale. Per dare una sede più consona allo spirito dell'Ordine, lontano dal porto in espansione e da più articolate strutture militari, fu predisposta la costruzione di un nuovo monastero sulla «spiaggia del Peloro», o soprannominato «piano dei greci» per il rito greco-cattolico un tempo noto, nei pressi del torrente Annunziata. Nell'attesa del trasferimento del monastero presso l'attuale museo, i religiosi furono ospitati temporaneamente presso il monastero di Santa Maria della Misericordia nel «quartiere di Terranuova».
Il 6 agosto 1563 con un grande corteo processionale fu effettuato il trasferimento nella sede ancora incompleta, nel 1735 fu ospite Carlo di Borbone, l'intero complesso fu terminato solo nel 1743. Il 23 marzo 1635 con un breve apostolico di papa Urbano VIII l'Archimandritato fu elevato a "Prelatura Nullius", cioè a diocesi con un suo territorio ben definito, separato e distinto dalle altre.
Dal 1866, in seguito all'emanazione delle leggi eversive, la soppressione dei beni ecclesiastici e il loro incameramento,  gli edifici furono destinati a caserma della Guardia di Finanza. Il terremoto di Messina del 1908 distrusse completamente la chiesa e il monastero del Santissimo Salvatore. Sull'area corrispondente fu edificato il Museo regionale di Messina.

## Epoca contemporanea
Fino al 1883 Messina aveva due istituzioni religiose separate, l'Arcidiocesi vescovile e l'Archimandritato basiliano, rette rispettivamente da un arcivescovo e da un archimandrita. In seguito all'unificazione delle diocesi del 1883 e al terremoto, monsignor Angelo Paino, arcivescovo e archimandrita, nell'intento di restituire una nuova sede all'Archimandritato del Santissimo Salvatore, costruì nel 1929 l'attuale tempio con l'adiacente complesso dell'Oratorio salesiano.
L'inaugurazione della chiesa ha avuto luogo il 6 maggio 1933. durante il conflitto della seconda guerra mondiale (1943 - 1946) supplì nelle funzioni di cattedrale, dal momento che la basilica cattedrale protometropolitana della Santa Vergine Maria Assunta fu gravemente danneggiata dai bombardamenti. La consacrazione e dedicazione avvenne il 30 maggio 1964, presieduta dall'arcivescovo Francesco Fasola. Mantiene il titolo ed è concattedrale di Messina.

## Interno

### Altare maggiore
|                   |        |                 |                 |
| Quadrone sinistro | Navata | Altare maggiore | Quadrone destro |

## Monastero del Santissimo Salvatore di «Lingua Phari»
- 1082 - 1546c.

### Dipendenze
- «Gran Priorato di San Giorgio di Triocala» assegnato in beneficio nel 1134 da Ruggero II di Sicilia.

## Monastero del Santissimo Salvatore di «Spiaggia del Peloro»
- 1546, fondazione.
- 1563, trasferimento religiosi.
  - libreria ricchissima di libri di testo in greco antico depauperata dagli spagnoli[5] e devastata in seguito all'evento sismico,
  - santuario con cupola, è documentata la Trasfigurazione di Nostro Signore, opera di Deodato Guinaccia collocata sull'altare maggiore.

Vi furono trasferite numerose reliquie, indice del prestigio e dell'importanza dell'istituzione:
| - 5 frammenti della Santa Croce; - le teste dei martiri Sant'Alfio, San Cirino e San Filadelfio; - il cranio di San Giovanni Crisostomo; - la testa di San Filarete di Seminara monaco; - l'osso di un braccio di Sant'Agata; - l'osso della spalla di Santa Barbara; - l'osso della spalla di Santa Gerusalemme; - una costola di San Pantaleone; - i nervi della mano di Sant'Anna; - l'osso del pollice di San Cristoforo; - il sangue di San Demetrio arcidiacono martire; - velo e capelli della Beata Vergine Maria; | - il braccio dell'abate Bartolomeo di Simeri; - le ossa di San Biagio; - le ossa di Santa Venera; - le ossa di San Nestore; - le ossa di San Nicola di Mira; - il corpo di San Nicandro Anacoreta; - il corpo di San Demetrio Anacoreta arcidiacono; - il corpo di San Gregorio Anacoreta; - il corpo di San Pietro Anacoreta; - il corpo di Santa Elisabetta Anacoreta; - un pezzo della verga di Aronne; - altre reliquie. |

Nel 1743 è documentato il completamento delle strutture.
- XVI secolo, Trasfigurazione, dipinto su tavola, opera di Deodato Guinaccia.[5]
- XVIII secolo, Ciclo, dipinti, opere di Giovanni Tuccari.[5]
- 1908, Terremoto di Messina del 1908 e conseguente demolizione in seguito ai danni riportati.

## Monastero del Santissimo Salvatore detto «Philantropos»

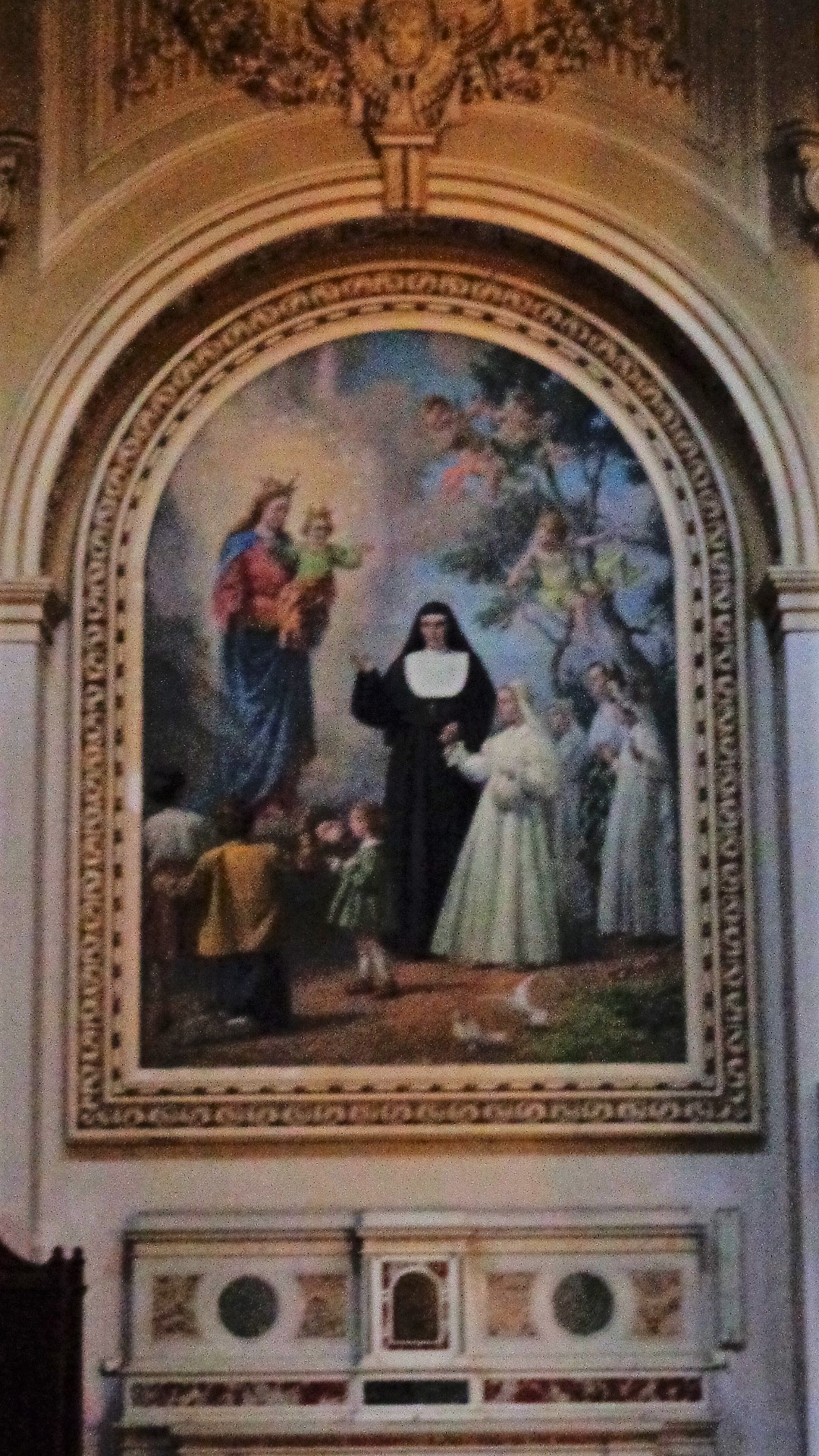
Santa Maria Domenica Mazzarello, Paolo Giovanni Crida.

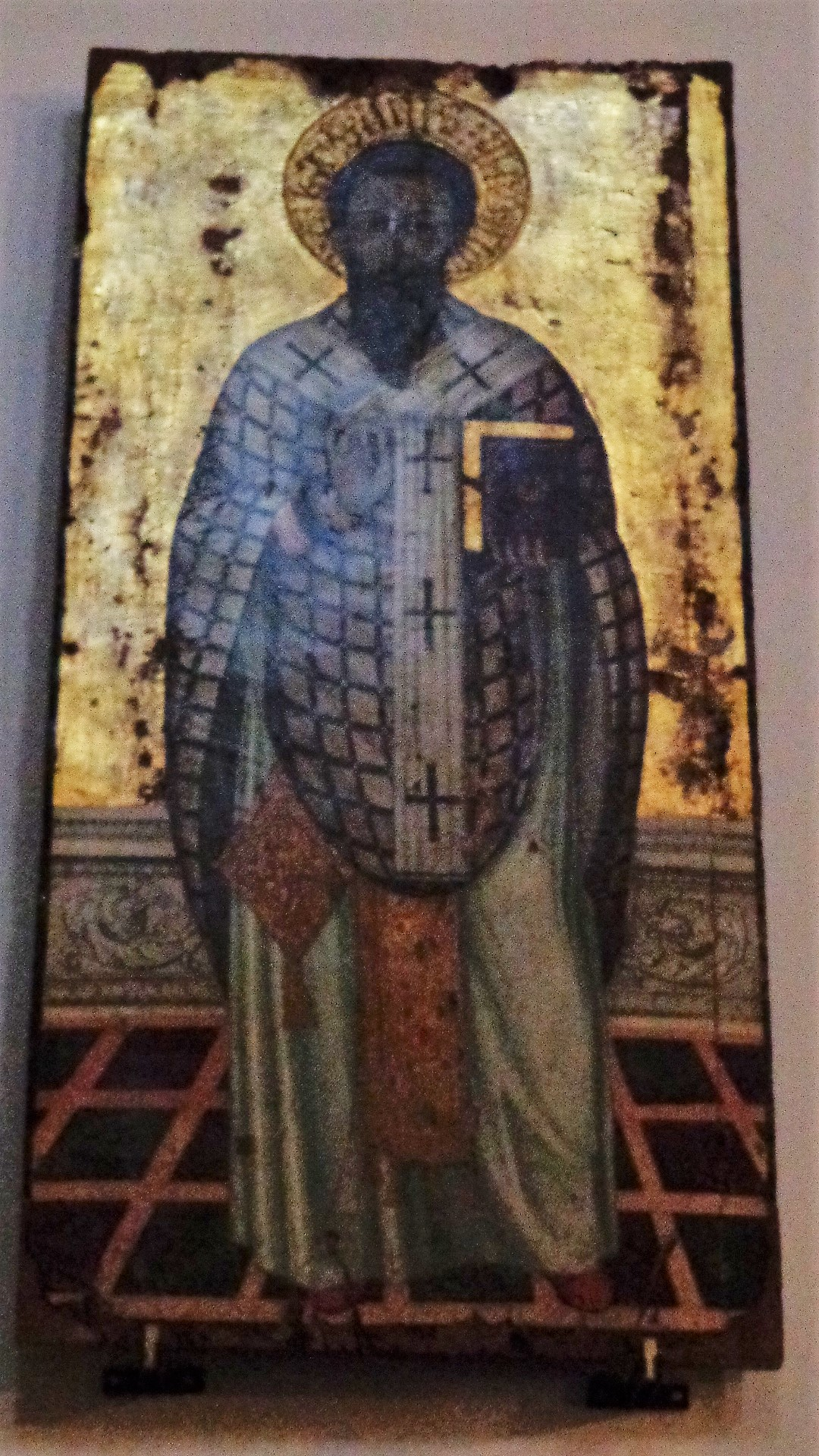
San Basilio.

La fondazione del monastero di monache dell'Ordine basiliano è collocata verosimilmente in epoca bizantina - araba, pertanto si esclude che Ruggero I di Sicilia sia stato il fondatore bensì il restauratore in epoca normanna. Gli archimandriti Onofrio I e Onofrio II concedono appezzamenti in Calabria.
Determinata dalla crisi di vocazioni e scarsa disponibilità verso l'apprendimento della lingua greca, al tempo di monsignor Migliaccio nel 1707, Papa Clemente XI concesse l'indulgenza alle religiose di professare la stessa regola sotto il rito latino. Per contro al tempo di Papa Paolo V la supplica fu rigettata.

### Chiesa di Santa Maria di Monserrato
La chiesa di Santa Maria di Monserrato edificata nel 1458 fu unita a questo monastero. Ricostruita nel 1718, fu consacrata il 27 luglio 1732. In essa sono documentati gli affreschi, opere di Letterio Paladino; il quadro della Trasfigurazione, opera di Antonino Catalano; altri dipinti opere di Giovanni Tuccari.

## Abati archimandriti
- 1086, Abate Bartolomeo di Simeri.[2]
- 1130 - 1149, Abate Luca I, primo archimandrita.[2]
- 1149 - 1158, Abate Luca II.
- 1158 - 1165, Onofrio I.
- 1166 - 1168, Niceforo.
- 1168 - 1183, Onofrio II.

...
- 1416 - 1421, Onofrio III del Bufalo.
- 1421 - 1456, Luca IV del Bufalo, primo Archimandrita Commendatario.

...
- 1456 - 1465, Basilio Bessarione, archimandrita barone della Terra di Savoca.

...
- 1468 - 1503, Leonzio II Crisafi.

...
- 1532 - 1553, Annibale Spadafora.

...
- 1875 - 1897, Giuseppe Guarino, cardinale, dal 1884 primo arcivescovo e archimandrita.
- 1923 - 1963, Angelo Paino, arcivescovo e archimandrita.

## Accademia di Messina
Rettori:
- Andronaco Galiscoti costantinopolitano.
- Costantino Lascaris